# Étienne de Lynden de Mussenbergh
Pour les articles homonymes, voir Lynden (homonymie).
Étienne de Lynden, seigneur de Mussenbergh (  - mort à Arnhem, 18 septembre 1507) était un noble du duché de Gueldre, et un protagoniste des guerres de Gueldre. 
Lorsqu'en 1492 le duc Charles de Gueldre, de retour de captivité, arriva à Ruremonde pour reprendre ses terres, Étienne de Lynden lui jura fidélité, comme la plupart des seigneurs de Gueldres, Zutphen et Overijssel. Son propre frère Thierry de Lynden de Hemmen rejoignit quant à lui dans le camp de l'empereur Maximilien Ier de Habsbourg et de son fils Philippe Ier de Castille en 1494.
Étienne de Lynden et Guillaume d'Hasselt furent alors chargés de défendre la ville de Nimègue assiégée par les armées de Maximilien, ce qu'ils firent avec succès. Les Gueldrois prirent ensuite Nieukercke et Lederdam, à la suite de quoi Étienne de Lynden dirigea des offensives des troupes gueldroises en Hollande et dans le Brabant.
Une trêve eut lieu entre Noël 1495 et juillet 1496, après quoi les hostilités reprirent de plus belle. Les armées Habsbourg étaient alors dirigées par Philippe Ier de Castille et du duc Albert III de Saxe. Philippe, voyant les difficultés qu'il rencontrait, décida sur le conseil du comte Englebert II de Nassau-Dillenbourg de tenter d'attirer les nobles gueldrois de son côté. Ses envoyés Robert Ier de La Marck-Arenberg et Josse de Montfort réussirent à convaincre Étienne de Lynden et son cousin Étienne de Lynden d'Alst de rejoindre le camp Habsbourg. Ses propres fils Jean et Gaspar restèrent pourtant fidèles au duc de Gueldres.
L'empereur confia alors à Étienne quelques compagnies de ses soldats, avec lesquelles il prit le château de Meyrick et participa à la prise d'Arnhem, Harderwijk et Hattem.

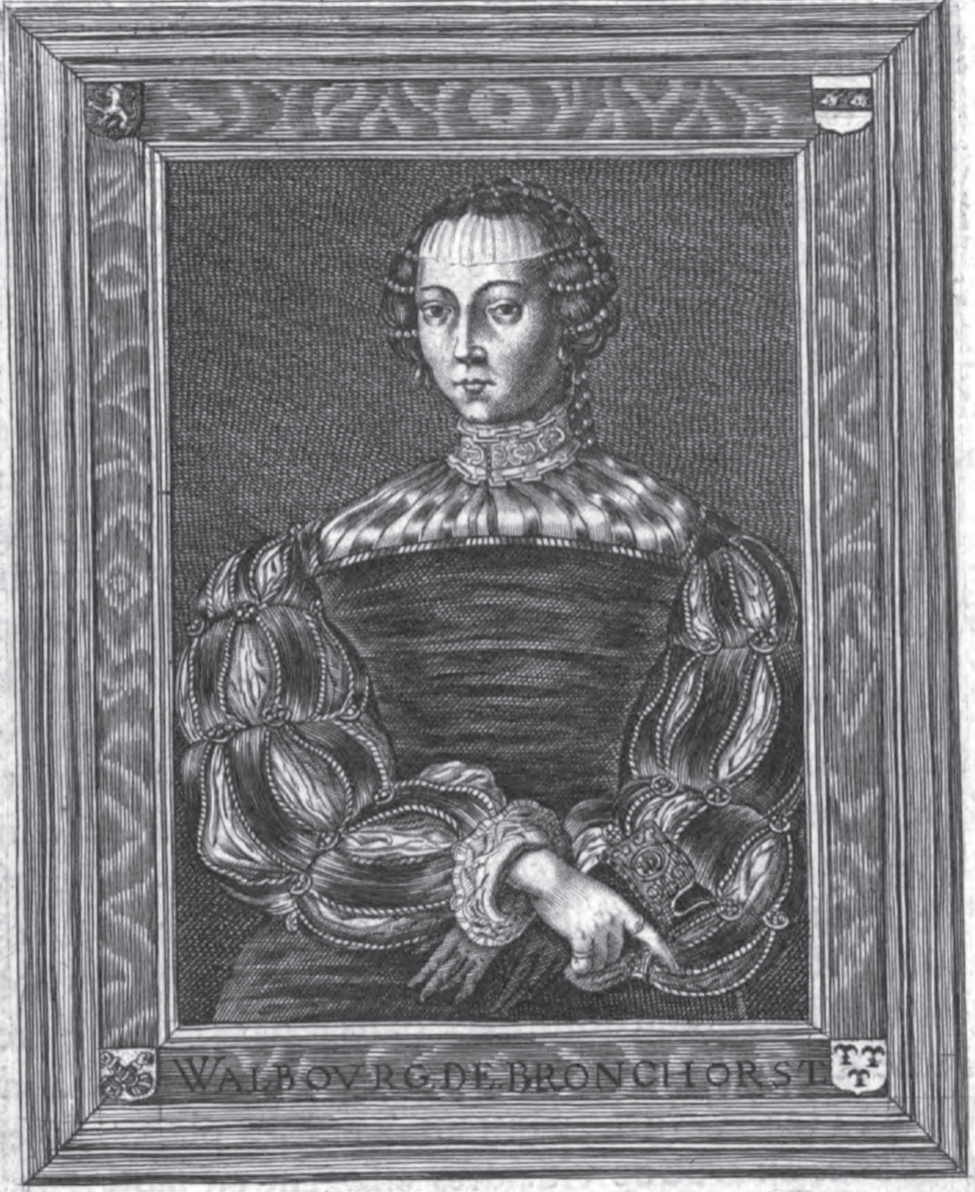
Walburch de Bronckhorst

Étienne de Lynden épousa Walburch de Bronckhorst (-1504), avec laquelle il eut cinq enfants :
- Jean de Lynden, seigneur de Mussenbergh ;
- Thierry de Lynden, vicomte de Dormaele ;
- Gaspar de Lynden de Mussenbergh ;
- Anne de Lynden ;
- Dorothea de Lynden.